# 俄勒岡-納舒厄鎮區 (伊利諾伊州奧格爾縣)
俄勒岡-納舒厄鎮區（英語：Oregon-Nashua Township）是位於美國伊利諾伊州奧格爾縣的一個行政鎮區。

## 地方資料
根據2010年美國人口普查的數據，俄勒岡-納舒厄鎮區的面積為102.70平方千米，當中陸地面積為99.50平方千米，而水域面積為3.20平方千米。當地共有人口4686人，而人口密度為每平方千米45.63人。